# 五辻之仲
五辻 之仲（いつつじ ゆきなか、永禄元年（1558年） - 寛永3年11月25日（1627年1月12日））は、戦国時代から江戸時代初期にかけての日本の公卿。

## 生涯
五辻為仲の子として、永禄元年（1558年）に生まれる。初名は実藤（さねふじ）。永禄8年10月22日、8歳のときに叙爵され、藤原北家閑院流の滋野井公古の猶子となる（滋野井実藤）。2日後の10月24日に公古が薨去し、滋野井家の家督を継承した。永禄12年8月20日、逆退して六位蔵人となり、禁色と昇殿を許される。同日源 元仲（みなもと の もとなか）と名を改めたことから、滋野井家から五辻家に戻ったと思われる。ここに滋野井家は中絶した。のち、長男の冬隆（改名して季吉）が公古の猶子となって滋野井家を再興する。
慶長5年12月20日（1601年1月24日）、名を之仲（ゆきなか）と改める。慶長14年（1609年）、52歳のとき、従三位に叙され、公卿に列した。寛永3年11月25日、69歳で薨去した。

## 官歴
- 永禄8年10月22日（1565年11月14日）、叙爵
- 永禄12年8月20日（1569年9月30日）、六位蔵人、左近衛将監
- 天正5年1月5日（1577年1月23日）、左馬助を兼任
- 天正8年10月1日（1580年11月7日）、従五位下
- 天正8年11月1日（1580年12月7日）、左馬頭
- 天正9年12月13日（1582年1月7日）、従五位上
- 天正11年12月30日（1584年2月11日）、正五位下
- 天正14年（1586年）、従四位下、左馬頭は如元
- 文禄4年12月30日（1596年1月29日）、従四位上
- 慶長9年8月1日（1604年8月25日）、正四位下
- 慶長14年1月6日（1609年2月10日）、従三位
- 慶長16年3月21日（1611年5月3日）、右兵衛督
- 慶長19年1月5日（1614年2月13日）、正三位、右兵衛督は如元

## 系譜
- 実父：五辻為仲
- 義父：滋野井公古
- 妻：葉室頼房の娘[3]
  - 長男：滋野井季吉 - 滋野井家再興
  - 次男：綾小路高有 - 綾小路家相続
  - 三男：五辻奉仲
  - 猶子：五辻斉仲（土御門久脩の子で、之仲の猶子となり五辻家を継承）

### 参考サイト
- コトバンク「鷁退・逆退」（2020年7月28日閲覧。）
- 公卿類別譜「五辻家〔半家〕」（2020年7月28日閲覧。）
- 公卿類別譜「葉室家〔名家〕」（2020年7月28日閲覧。）